# Нижньоозернинська сільська рада (Ілецький район)
Нижньоозе́рнинська сільська рада (рос. Нижнеозёрнинский сельский совет) — сільське поселення у складі Ілецького району Оренбурзької області Росії.
Адміністративний центр та єдиний населений пункт — село Нижньоозерне.

## Населення
Населення — 1379 осіб (2019; 1519 в 2010, 1850 у 2002).